# Clube Náutico Capibaribe
|  | No s'ha de confondre amb Náutico Futebol Clube. |

El Clube Náutico Capibaribe és un club esportiu, destacat en futbol, brasiler de la ciutat de Recife a l'estat de Pernambuco.
De la mateixa manera que succeí a altres zones del país, a Recife, a final de segle xix l'esport del rem va aconseguir gran popularitat, principalment al riu Capibaribe. L'any 1898 es formà un club de rem anomenat Clube dos Pimpões. El 7 d'abril de 1901, aquest grup s'uní a un altre grup rival per formar el Clube Náutico Capibaribe. L'any 1905 inicià la secció de futbol, principalment formada per anglesos, sense permetre l'entrada de jugadors negres afro-brasilers. L'equip disputava els seus partits els diumenges al Campo de Santana.
Va viure una de les seves millors èpoques entre 1963 i 1968, quan va guanyar sis campionats estatals consecutius. A més del futbol, el club té una important secció de natació que disposa d'una piscina de mides olímpiques.

## Estadi
L'estadi del Náutico és l'Eládio de Barros Carvalho, també conegut com a Estádio dos Aflitos, inaugurat el 1939, amb una capacitat de 30.000 persones. Van anar a jugar a l'Arena Pernambuco el 2013.

## Jugadors destacats
- Baiano (1980s)
- Bita (1960s)
- Bizu (1990s)
- Jorge Mendonça (1970s)
- Kuki (2000s)
- Marinho Chagas (1970s)
- Nado (1960s)

## Palmarès
- 1 Torneig Norte-Nordeste: 1952
- 1 Copa Norte: 1966
- 21 Campionat pernambucano: 1934, 1939, 1945, 1950, 1951, 1952, 1954, 1960, 1963, 1964, 1965, 1966, 1967, 1968, 1974, 1984, 1985, 1989, 2001, 2002, 2004